# Schelluinen

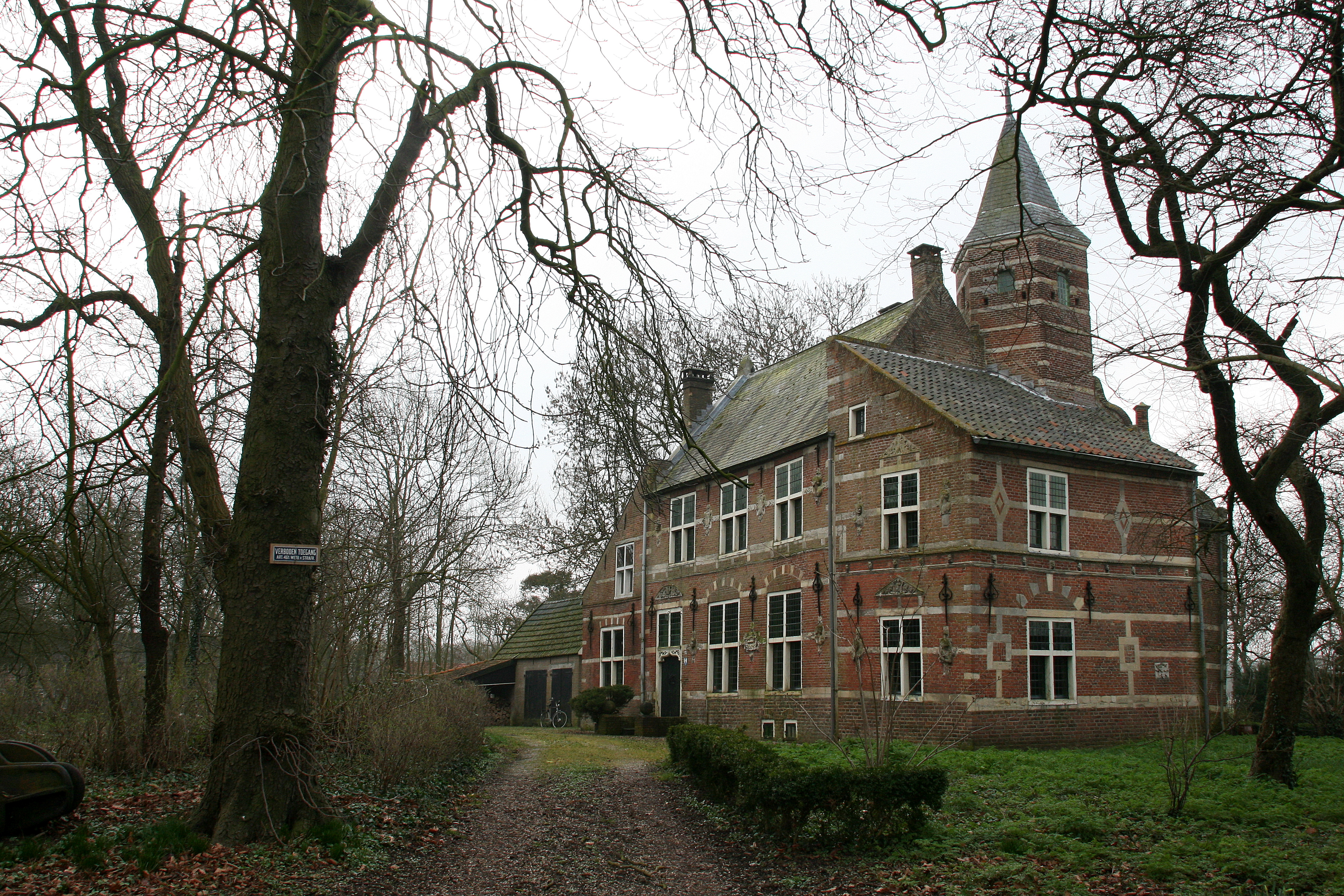

Schelluinen est un village qui fait partie de la commune de Molenlanden dans la province néerlandaise de Hollande-Méridionale.
Schelluinen a été une commune indépendante jusqu'au 1er janvier 1986. Elle a fusionné avec Giessenburg, Hoogblokland, Arkel, Noordeloos et Hoornaar pour former la nouvelle commune de Giessenlanden.